# Horn mit Kahlköpfchen
Das Naturschutzgebiet Horn mit Kahlköpfchen  liegt im Landkreis Schmalkalden-Meiningen und im Wartburgkreis in Thüringen. Es erstreckt sich nordwestlich des Kernortes der Gemeinde Roßdorf. Westlich des Gebietes fließt der Wiesenthalbach, westlich und südlich verläuft die Landesstraße L 1026 und nördlich die B 285.

## Bedeutung
Das 175,2 ha große Gebiet mit der NSG-Nr. 353 wurde im Jahr 1999 unter Naturschutz gestellt. 